# Mafalda Portugalská (1149–1160)
Infantka Mafalda Portugalská (okolo 1149,? Coimbra - okolo 1160,? Coimbra) byla portugalská infantka, druhé dítě a první dcera krále Alfonse I. Portugalského a jeho ženy Matildy Savojské. Dne 30. ledna 1159, když jí bylo deset let, bylo dohodnuto její manželství s infantem Alfonsem Aragonským (později Alfons II.) kterému bylo sedm let. Mafalda onemocněla a zemřela okolo roku 1160 a tak se nestala královnou chotí Aragonska. To však neohrozilo vztahy mezi Aragonskem a Portugalskem, protože její mladší bratr infant Sancho I. Portugalský se oženil s Dulce Aragonskou sestrou Alfonse II.